# Kyōsuke Matsuyama
Pour les articles homonymes, voir Matsuyama.
Kyōsuke Matsuyama (松山 恭助, Matsuyama Kyōsuke), né le 19 décembre 1996 à Tokyo, est un escrimeur japonais.

## Carrière
Matsuyama a commencé la pratique de l'escrime à seulement quatre ans dans son club local de Taitō, Tokyo. Il s'illustre durant sa jeunesse lors de compétitions scolaires, gagnant un tournoi pour le lycée de Toa Gakuen. Entré à l'Université Waseda, il gagne deux médailles durant l'Universiade d'été de 2017, l'argent individuel et l'or par équipes. Toujours dans les catégories de jeunes, il a été médaillé de bronze aux championnats du monde junior en 2016, perdant en demi-finale contre son coéquipier Takahiro Shikine, futur vainqueur du tournoi.
Membre régulier de l'équipe du japon senior, il participe à la montée en puissance de cette dernière, illustrée par des médailles aux championnats asiatiques, les médailles de bronze de 2016 en 2018 se transformant en or, en 2019, 2022 et 2023. Durant les Jeux olympiques de 2020, à Tokyo, Matsuyama dispose au premier tour du français Maxime Pauty, puis perd au second tour contre le champion olympique Daniele Garozzo (14-15). Par équipes, il participe à l'exploit de son équipe contre l'Italie (victoire 45-43), mais malgré une bonne performance contre la France, ne peut combler l'indicateur de -13 de son coéquipier Toshiya Saitō, qui condamne le Japon à la défaite (42-45). De nouveau battu par les États-Unis, le Japon prend la quatrième place du tournoi.
Sa carrière individuelle culmine au cours de la saison de Coupe du monde 2022-2023. Il obtient tout d'abord sa première victoire au niveau mondial, et son premier podium, en gagnant le traditionnel tournoi de Bonn, battant notamment Enzo Lefort et Alessio Foconi, remontant un deficit de trois touches à 8-5 pour l'emporter 15 touches à 11 contre ce dernier en finale. Fort de cette première victoire en Coupe du monde, Matsuyama s'avance aux championnats du monde de Milan avec un statut de top 16, directement qualificatif pour le tableau final. Dans ce tableau, il bénéficie de l'élimination précoce de Foconi par le jeune prodige égyptien Abdelrahman Tolba pour atteindre sans encombre les quarts de finale, où il triomphe de justesse du champion olympique en titre Cheung Ka Long (15-14). En demi-finale, il est battu par Nick Itkin (10-15) et décroche sa première médaille dans les championnats, en bronze.
Trois jours plus tard, il devient champion du monde de fleuret par équipes, contribuant à la victoire du Japon sur un podium 100% asiatique.

## Palmarès
- Championnats du monde d'escrime
  -  Médaille d'or par équipes aux championnats du monde 2023 à Milan
  -  Médaille de bronze aux championnats du monde 2023 à Milan

- Championnats d'Asie d'escrime
  -  Médaille d'or par équipes aux championnats d'Asie 2019 à Tokyo
  -  Médaille d'or par équipes aux championnats d'Asie 2022 à Séoul
  -  Médaille d'or par équipes aux championnats d'Asie 2023 à Wuxi
  -  Médaille de bronze par équipes aux championnats d'Asie 2016 à Wuxi
  -  Médaille de bronze par équipes aux championnats d'Asie 2018 à Bangkok

- Jeux asiatiques
  -  Médaille de bronze par équipes aux Jeux asiatiques de 2018 à Jakarta

- Coupe du monde d'escrime (en individuel)
  -  Lion de Bonn (2023)

- Universiade
  -  Médaille d'or par équipes à l'Universiade d'été de 2017 à Taipei
  -  Médaille d'argent à l'Universiade d'été de 2017 à Taipei

## Classement en fin de saison
| Année | 2011 | 2012 | 2013 | 2014 | 2015 | 2016 | 2017 | 2018 | 2019 | 2020 | 2021 | 2022 | 2023 |
| ----- | ---- | ---- | ---- | ---- | ---- | ---- | ---- | ---- | ---- | ---- | ---- | ---- | ---- |
| Rang  | 478  | 400  | 168  | 233  | 109  | 48   | 29   | 34   | 39   | 34   | 26   | 23   | 10   |